# Gustave Bertrand

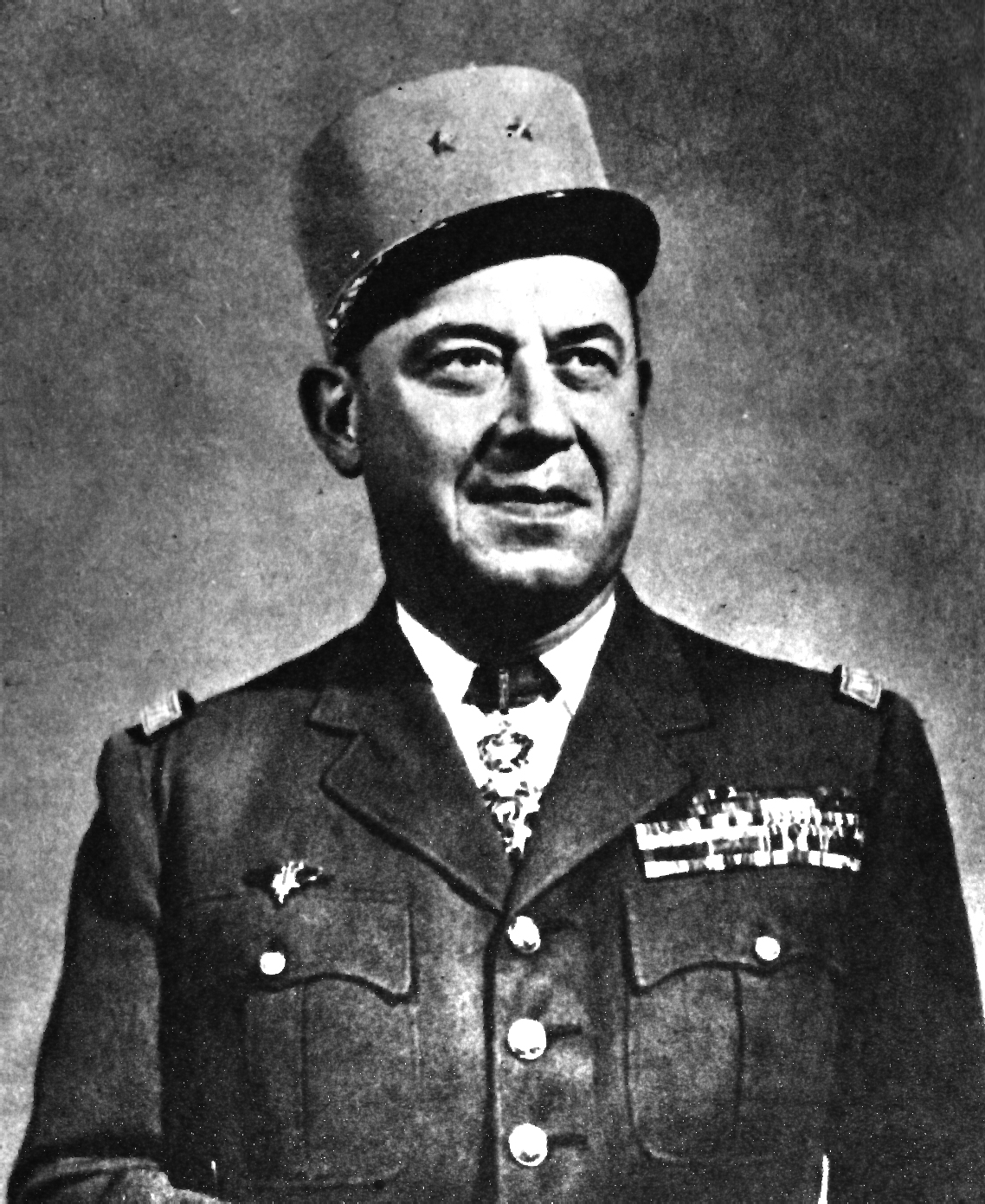
Gustave Bertrand als Brigadegeneral (um 1948)

Gustave Bertrand (* 17. Dezember 1896 in Nizza; † 23. Mai 1976 in Toulon) (Decknamen: Barsac, Bertie, Bolek und Godefroi) war ein französischer Geheimdienstmitarbeiter, der in Zusammenarbeit mit dem polnischen Biuro Szyfrów (deutsch: „Chiffrenbüro“) wesentlich zum frühen Bruch der deutschen Rotor-Schlüsselmaschine Enigma beigetragen hat.

## Leben

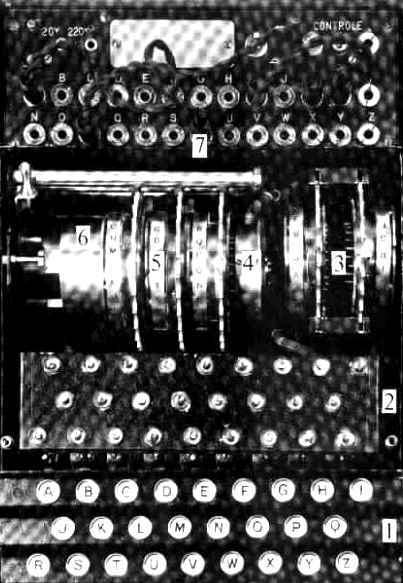
Beim polnischen Enigma-Nachbau, von dem Mitte der 1930er Jahre mindestens 15 Stück gefertigt wurden, waren Tasten (1), Lampen (2) und Steckbuchsen (7), wie bei der deutschen Enigma-C, einfach alphabetisch angeordnet.

Als Sohn eines französischen Infanterie-Offiziers begann Gustave Bertrand seine militärische Laufbahn zu Beginn des Ersten Weltkriegs im Jahr 1914. Ein Jahr später, in der Schlacht von Gallipoli wurde er beim Kampf um die Dardanellen verwundet. Ab 1926 arbeitete er für den französischen Geheimdienst und war ab Oktober 1930, bereits im Rang eines Capitaine, in der neuen Sektion D Décryptement et Interceptions für deutsche Verschlüsselungsverfahren zuständig. Zu den Aufgaben seiner Abteilung gehörte nicht nur die Entzifferung und das Abfangen von Material, sondern auch die Beschaffung mithilfe von Diebstahl, Einbruch oder Verrat.
Bei einem wichtigen Treffen am 8. November 1931 übergab ihm der für Frankreich unter dem Decknamen HE (Asché) spionierende Deutsche Hans-Thilo Schmidt wichtige geheime Unterlagen zur deutschen Schlüsselmaschine, wie die Gebrauchsanleitung (H.Dv.g.13) und vor allem die Schlüsselanleitung (H.Dv.g.14). Asché erhielt für das Material 10.000 RM.
Gegen Ende des Jahres 1932 lieferte Asché besonders brisante Unterlagen, die sich als die wertvollsten für die Alliierten erweisen sollten, nämlich die geheimen Schlüsseltafeln der Enigma für die Monate September und Oktober 1932. Das Deuxième Bureau des französischen Geheimdienstes leitete diese Unterlagen an britische und polnische Stellen weiter. Während es Franzosen und Briten nicht gelang, in die Verschlüsselung der deutschen Maschine einzubrechen und sie die Enigma als „unknackbar“ einstuften, glückte dem 27-jährigen polnischen Mathematiker Marian Rejewski noch im Jahr 1932 in dem für Deutschland zuständigen Referat BS4 des Biuro Szyfrów in Warschau der erste Einbruch in die Enigma, insbesondere die Aufdeckung der Verdrahtung der Eintrittswalze der deutschen Maschine (siehe auch: QWERTZU).
Am 26. und 27. Juli 1939 also kurz vor dem deutschen Überfall auf Polen, war Bertrand einer der beiden französischen Teilnehmer beim legendären Geheimtreffen mit britischen und polnischen Codeknackern im Kabaty-Wald von Pyry, etwa 20 km südlich von Warschau, bei dem die Polen ihren verblüfften Alliierten ihre Enigma-Nachbauten überreichten und ihre Methodiken offenbarten.
Bertrand schied 1950 im Range eines Général aus dem französischen Geheimdienst aus und wurde kurze Zeit später, im Jahr 1953, Bürgermeister der im äußersten Südosten Frankreichs nahe Cannes an der französischen Riviera liegenden Gemeinde Théoule-sur-Mer. Er behielt dieses Amt bis 1971. Im Jahr 1973 wurde sein Buch Énigma ou la plus grande énigme de la guerre 1939–1945 (deutsch: „Enigma oder das größte Rätsel des Krieges 1939–1945“) veröffentlicht. Es stellt eine der ersten öffentlich zugänglichen Quellen dar, in denen die alliierte Entzifferung (Deckname: „Ultra“) der im Zweiten Weltkrieg von den deutschen Militärs zur Verschlüsselung ihres geheimen Nachrichtenverkehrs verwendeten Enigma thematisiert ist und insbesondere die französisch-polnische Zusammenarbeit beschrieben wird.

## Werke
- Gustave Bertrand: Énigma ou la plus grande énigme de la guerre 1939–1945. Librairie Plon, Paris 1973.